# Roland Garros
Eugéne Adrien Roland Georges Garros (Saint-Denis, Reunión; 6 de octubre de 1888-Ardenas, 5 de octubre de 1918) fue un pionero de la aviación francesa y piloto de combate durante la Primera Guerra Mundial. En 1928, el torneo de tenis Roland Garros fue nombrado en su honor.

## Biografía
Nació en Saint-Denis, isla de Reunión, y estudió en el Lycée Janson de Sailly y HEC París. A los doce años contrajo una neumonía y fue enviado a Cannes para recuperarse. Se dedicó al ciclismo para recuperar la salud y ganó un campeonato interescolar. También se interesó en el fútbol, el rugby y el tenis. Durante sus vacaciones de verano en 1909 en Sapicourt, cerca de Reims, se hospedó en casa del tío de un amigo y asistió a la Grande Semaine d'Aviation de la Champagne, que se desarrolló del 22 al 29 de agosto. Fascinado, supo que quería dedicarse a ello. Inició su carrera en la aviación a finales de 1909 volando un monoplano Demoiselle (Libélula), un avión que solo volaba bien con un piloto de bajo peso. Obtuvo la licencia Ae.C.F. N° 147 en julio de 1910. En 1911 se graduó para volar monoplanos Blériot y participó en varias carreras aéreas europeas con este tipo de avión, incluyendo la carrera aérea de París a Madrid y el Circuito de Europa (París-Londres-París), en el que llegó en segundo lugar.
El 7 de septiembre de 1911 estableció el récord de altitud en 3.957 metros (12.972 pies). Al año siguiente, el 6 de septiembre de 1912, después de que el piloto austríaco Philipp von Blaschke volara a 4.365 metros (14.343 pies), recuperó el récord volando a 5.610 metros (18.410 pies).
En 1913 comenzó a volar con el veloz monoplano Morane-Saulnier y pasó a la posteridad el 23 de septiembre por hacer el primer viaje sin escalas a través del mar Mediterráneo desde Frejus, en el sur de Francia, hasta Bizerta, en Túnez, en un Morane-Saulnier G, a pesar de que el motor de su aeronave sufrió una avería en Córcega y de que le quedaban cinco litros de gasolina cuando aterrizó. Al año siguiente se alistó en el ejército francés al estallar la Primera Guerra Mundial. Siendo piloto de combate, consiguió cuatro victorias.

### Mito de la primera batalla aérea
Reportes publicados en agosto de 1914, aclamaron a Garros por haber participado en la «primera batalla aérea en la historia del mundo» y por haber volado su avión contra un Zeppelin, destruyendo la aeronave y muriendo sus pilotos y él mismo. La historia fue rápidamente corregida por los periodistas, ya que había sobrevivido y estaba bien en París. Al principio los periodistas mantuvieron sin identificar al piloto francés que había destruido al Zeppelin. Por lo tanto, las autoridades alemanas rechazaron la historia. Fuentes posteriores indicaron que la primera victoria aérea contra un Zeppelin ocurrió en junio de 1915 y que las primeras informaciones que incluían a Garros habían sido descartadas.

### Desarrollo del interruptor/engranaje
En las primeras etapas de la Primera Guerra Mundial, el problema de conseguir disparar frontalmente una ametralladora desde un avión fue considerado por un buen número de individuos y se adoptaron soluciones diversas. El llamado «engranaje interruptor» llegó cuando Anthony Fokker desarrolló un dispositivo de sincronización el cual tuvo gran impacto en el combate aéreo.
Como piloto de reconocimiento en la Escuadrilla MS26, Garros visitó los trabajos del ingeniero y copropietario de la firma Morane-Saulnier en diciembre de 1914. Raymond Saulnier había estado probando durante ese año un mecanismo sincronizador de armas de su invención, y que puede ser considerado el primer mecanismo sincronizador práctico en ser probado, utilizando una ametralladora Hotchkiss de infantería operada por gas. Sin embargo, la cadencia de tiro fluctuó demasiado para que el sincronizador funcionara correctamente. Como "solución provisional" Saulnier, Garros y su mecánico personal Jules Hue, diseñaron un peculiar "respaldo de seguridad" en forma de "deflectores" reforzados (cuñas de acero) instalados en las superficies traseras de las palas de la hélice en los puntos donde podrían ser impactadas por una bala.. El Aero Club of América lo premió - quizás equivocadamente - con una medalla por el invento tres años después. Garros logró ser el primero en disparar desde un avión en un combate aéreo a través de las aspas de la hélice de abril de 1915. Obtuvo dos victorias sobre aviones alemanes desarmados entre el 15 y el 18 de abril de 1915.
El 18 de abril de 1915, alcanzado en el depósito de gasolina por fuego terrestre, su avión tuvo que realizar un aterrizaje forzoso detrás de las líneas enemigas; Garros no pudo destruir su avión por completo cuando fue tomado prisionero. La ametralladora y la hélice protegida permanecieron intactas lo suficiente como para ser enviadas y evaluadas en el Idflieg , Inspektion der Fliegertruppen en Döberitz. La leyenda dice que, después de haber examinado el avión derribado, los ingenieros alemanes, liderados por Fokker, diseñaron el interruptor para el sistema de engranaje y se añade, que la rapidez del trabajo de Fokker fue originada por los seis meses en que el avión de Garros estuvo en sus manos [cita requerida]. Todo ello, es muy poco probable y demostrable, ya que el tosco "invento" no se acercaba ni de lejos al complicado mecanismo sincronizador Fokker Stangensteuerung; con la ventaja, de que con dicho mecanismo se podía disparar de manera sincrónica y con total seguridad a través de las aspas del avión, los monoplanos Fokker E.I Eindecker provistos este dispositivo disparaban y derribaron muchos aviones aliados, obteniendo una gran ventaja ante sus rivales a partir de julio de 1915 hasta principios de 1916; esto fue conocido como y apodado por la prensa británica como - Fokker Scourge - «El azote Fokker».

### Internado en un campo de prisioneros de guerra
Garros finalmente pudo escapar del campo de prisioneros de guerra en Alemania el 14 de febrero de 1918, después de varios intentos. Se reunió con su Escuadrilla 26 como piloto de un SPAD XIII, obteniendo dos victorias el 2 de octubre de 1918, las cuales fueron confirmadas.

### Muerte
Murió el 5 de octubre de 1918 derribado en las cercanías de Vouziers Ardenas por un Fokker D.VII pilotado muy posiblemente por el as alemán Hermann Habich.

## Legado
Garros es erróneamente mencionado como el primer as de combate. En efecto, derribó cuatro aviones. Pero la definición de «as» es para cinco o más victorias. El honor de ser el primer as le corresponde a otro aviador francés, Adolphe Pégoud, el cual obtuvo seis victorias en el inicio de la guerra.

## Epónimos
El estadio de tenis construido en París a finales de los años 1920 fue nombrado en su honor «Stade Roland Garros». El estadio es la sede del abierto francés, uno de los cuatro grandes torneos Grand Slam (Abierto de Australia, Abierto de Francia, Wimbledon y Abierto de Estados Unidos). Por lo tanto, el torneo es oficialmente denominado Les Internationaux de France de Roland-Garros (Internacional francés Roland Garros).
Según la novela urbana de Vũ Trọng Phụng Dumb Lack (1936), durante la época colonial el gobierno de Hanói (Vietnam) nombró el principal estadio de tenis de la ciudad como Roland Garros.
El aeropuerto internacional de la isla de La Réunion, el Roland Garros Airport, también fue nombrado por él. Hay un monumento a Garros en Bizerta, en el lugar de su aterrizaje, llamado «Roland Garros Place».
La fábrica francesa de automóviles Peugeot comisionó un «Roland Garros» en una edición limitada en la versión del modelo 205 durante la celebración del torneo de tenis que lleva su nombre. El modelo incluye una pintura especial con interiores en piel. Ante el éxito de esta edición especial, Peugeot crearía más tarde ediciones Roland Garros de sus modelos 106, 108, 206, 207, 208, 306, 307, 406 y 806.

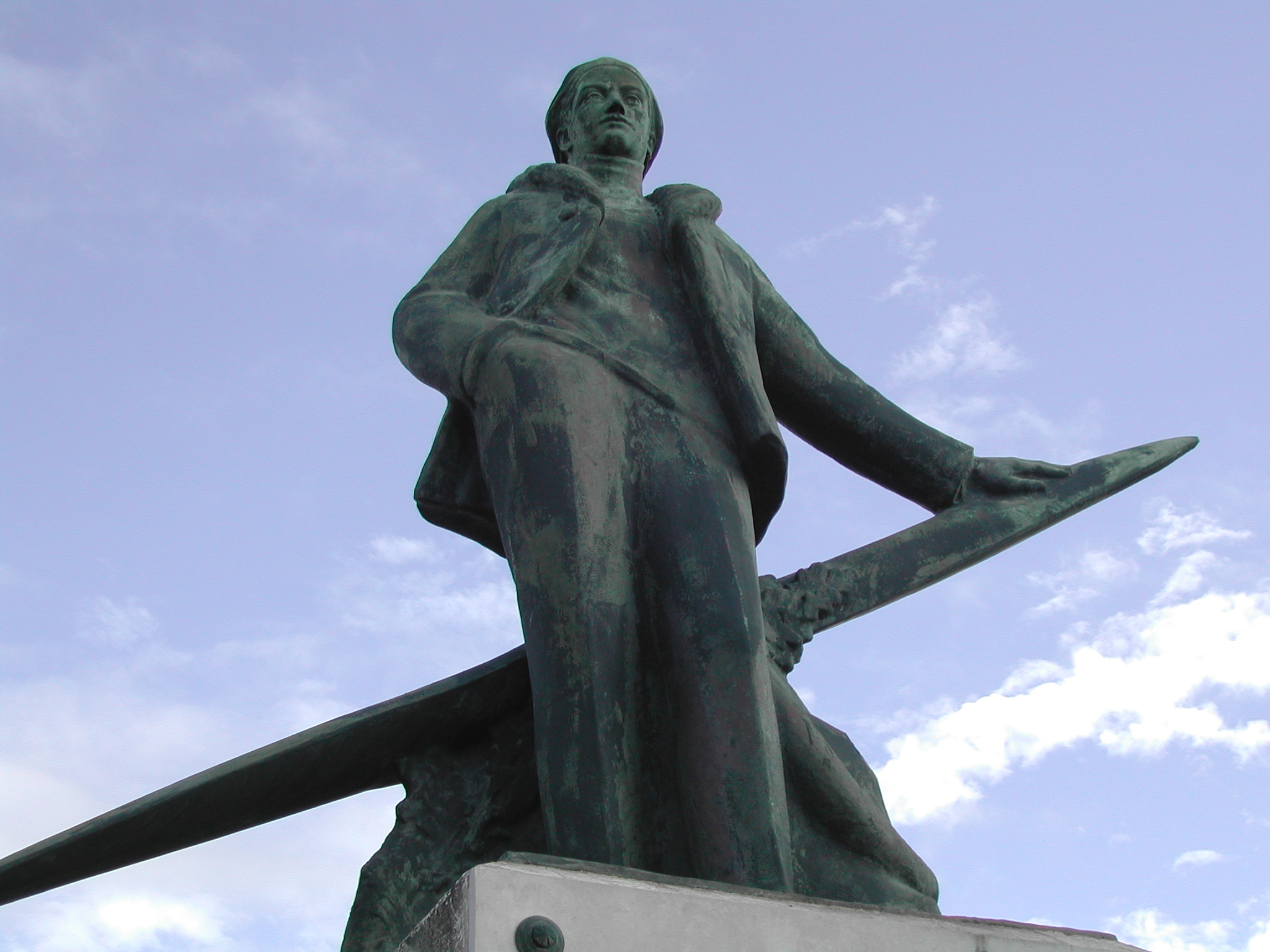
Estatua en Barachois, Saint-Denis, Réunion.

Miembro del Stade Français y tenista amateur, tuvo el honor póstumo de dar su nombre al estadio parisino y al torneo principal de tenis que se celebra cada año en la capital francesa y es uno de los cuatro grandes slams.